# Sekeetamys calurus
Genre
Espèce
Statut de conservation UICN

 LC  : Préoccupation mineure
Sekeetamys calurus est la seule espèce du genre Sekeetamys. Ce rongeur de la famille des Muridés. Cette gerbille est localisée en Égypte et Jordanie. En français elle est appelée Gerbille à queue touffue, Gerbille à queue en plumeau ou encore Mérione à queue touffue.